# 许天堂
本尼·加铎·瑟提奥诺（1943年10月31日—2017年1月17日），本名许天堂，印度尼西亚华裔历史学家。印度尼西亚华裔总会创始人之一，生前长期从事印尼华人问题研究。

## 著作
- Tionghoa dalam Pusaran Politik，中译本《政治漩涡中的华人》（周南京翻译）[3]